# Arabhavi-Dhavalatti, Gokak
Arabhavi-Dhavalatti là một làng thuộc tehsil Gokak, huyện Belgaum, bang Karnataka, Ấn Độ.